# Velké Petrovice

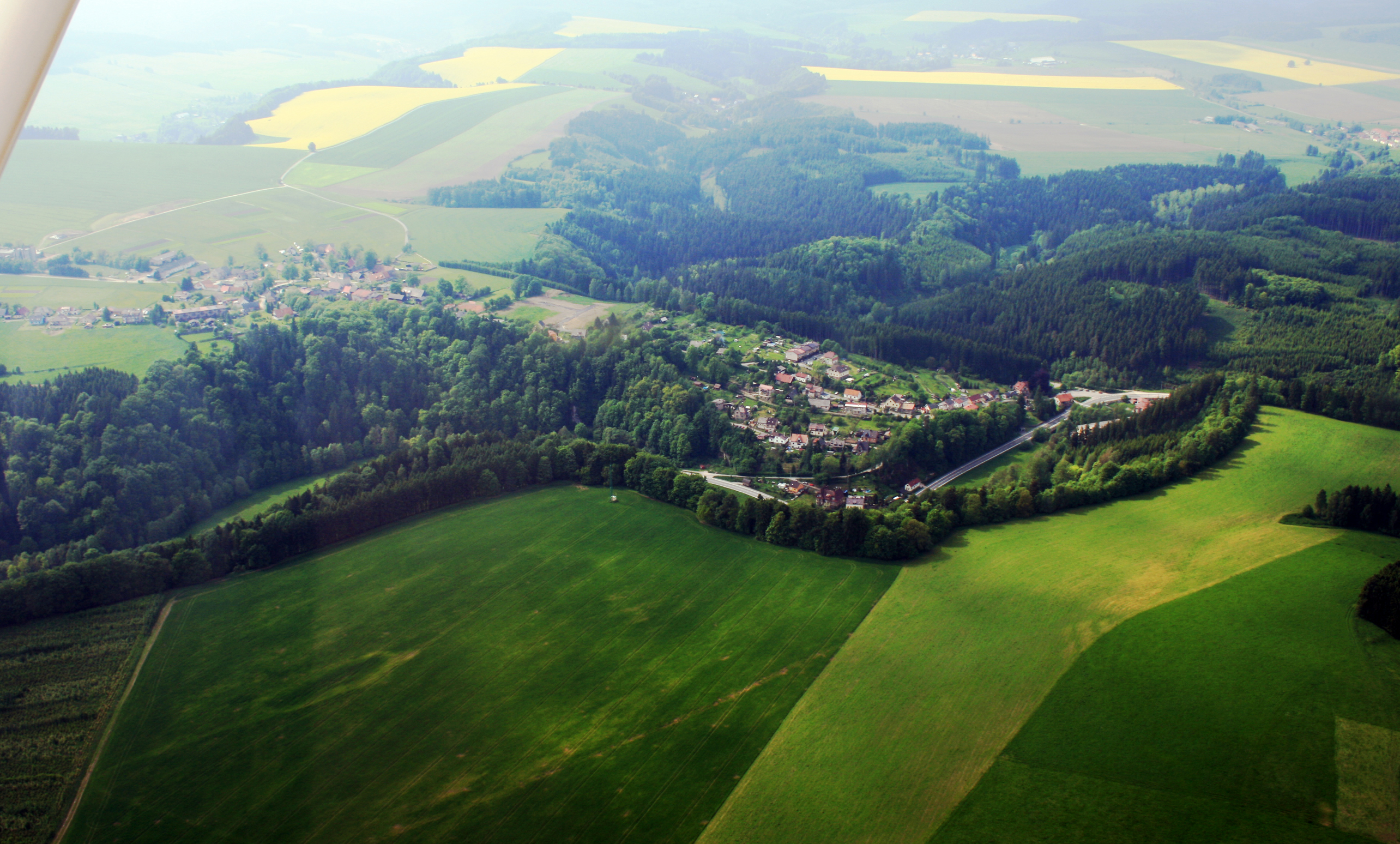
Air image

Velké Petrovice is een Tsjechische gemeente in de regio Hradec Králové, en maakt deel uit van het district Náchod.
Velké Petrovice telt 373 inwoners.

## Geboren in Velké Petrovice
- Josef Matys (30 juli 1851 - 23 mei 1937), componist en militaire kapelmeester

Adršpach ·
Bezděkov nad Metují ·
Bohuslavice ·
Borová ·
Božanov ·
Broumov ·
Brzice ·
Bukovice ·
Černčice ·
Červená Hora ·
Červený Kostelec ·
Česká Čermná ·
Česká Metuje ·
Česká Skalice ·
Dolany ·
Dolní Radechová ·
Hejtmánkovice ·
Heřmanice ·
Heřmánkovice ·
Horní Radechová ·
Hořenice ·
Hořičky ·
Hronov ·
Hynčice ·
Chvalkovice ·
Jaroměř ·
Jasenná ·
Jestřebí ·
Jetřichov ·
Kramolna ·
Křinice ·
Lhota pod Hořičkami ·
Libchyně ·
Litoboř ·
Machov ·
Martínkovice ·
Mezilečí ·
Mezilesí ·
Meziměstí ·
Nahořany ·
Náchod ·
Nové Město nad Metují ·
Nový Hrádek ·
Nový Ples ·
Otovice ·
Police nad Metují ·
Provodov-Šonov ·
Přibyslav ·
Rasošky ·
Rožnov ·
Rychnovek ·
Říkov ·
Sendraž ·
Slatina nad Úpou ·
Slavětín nad Metují ·
Slavoňov ·
Stárkov ·
Studnice ·
Suchý Důl ·
Šestajovice ·
Šonov ·
Teplice nad Metují ·
Velichovky ·
Velká Jesenice ·
Velké Petrovice ·
Velké Poříčí ·
Velký Třebešov ·
Vernéřovice ·
Vestec ·
Vlkov ·
Vršovka ·
Vysoká Srbská ·
Vysokov ·
Zábrodí ·
Zaloňov ·
Žďár nad Metují ·
Žďárky ·
Žernov